# 三里木站

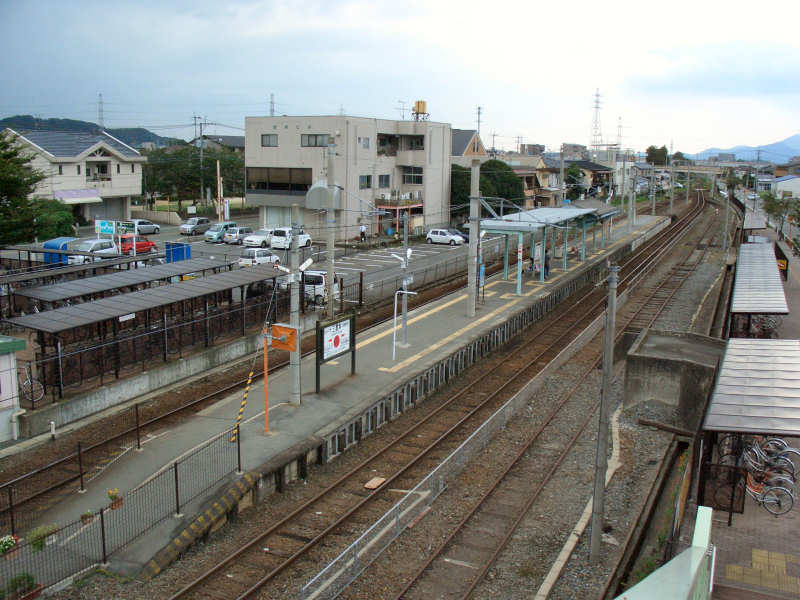
月台（2006年9月）

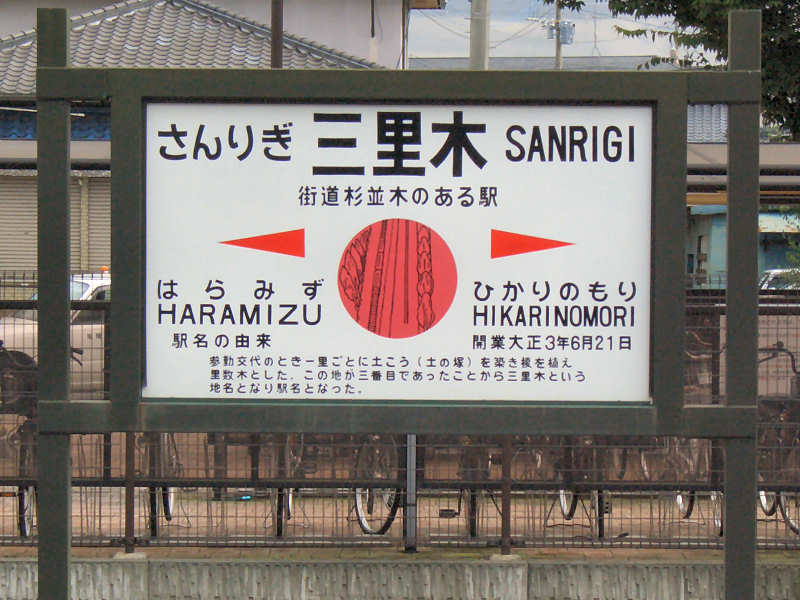
站名牌（2006年9月）

三里木站（日语：／ Sanrigi eki */?）是位於熊本縣菊池郡菊陽町，屬於九州旅客鐵道（JR九州）的豐肥本線車站。

## 歷史
- 1914年（大正3年）6月21日：宮地輕便線熊本至肥後大津之間開通，此站啟用[3]。
- 1922年（大正11年）9月2日：宮地輕便線改名為宮地線[3]。
- 1928年（昭和3年）12月2日：宮地線改名為豐肥本線[3]。
- 1983年（昭和58年）11月30日：引入CTC，使此站成為無人車站。
- 1987年（昭和62年）4月1日：伴隨國鐵分割民營化，車站由九州旅客鐵道（JR九州）營運[4][5][6][3]。
- 1999年（平成11年）10月1日：隨著車站周邊人口增加，使車站使用人次增加。再次安排車站職員。
- 2001年（平成13年）10月28日：車站大樓全面翻新（月台和部分改裝）[1]。設置了單車停泊場和菊陽町的情報廣場[1]。
- 2012年（平成24年）12月1日 - 此站開始可以使用IC卡SUGOCA[7]。

## 車站構造
本站是地面車站，設有1面2線的島式月台。車站後方設有自由通道。本站是委托JR九州支援服務負責站務的業務委託車站。站內沒有MARS終端，只設置POS終端。

### 月台
| 月台 | 路線      | 上下行 | 方向               |
| ---- | --------- | ------ | ------------------ |
| 1    | ■豐肥本線 | 上行   | 新水前寺、熊本方向 |
| 2    | ■豐肥本線 | 下行   | 肥後大津、阿蘇方向 |

## 使用狀況
在2019年度，1日平均乘車人次為580人。
| 年度   | 1日平均 乘車人員 | 變化率 |
| ------ | ---------------- | ------ |
| 2016年 | 542              |        |
| 2017年 | 593              | 9.4%   |
| 2018年 | 597              | 0.7%   |
| 2019年 | 580              | -2.9%  |

## 車站周邊
車站附近為住宅區。距離遠處設有農田。另外也有中、大規模工場。
- 三里木簡易郵局
- 熊本銀行（日语：熊本銀行）菊陽分店
- 菊陽杉並木公園
- 綜合交流設施Sun flare
- Sanri Carino菊陽（日语：サンリーカリーノ菊陽）（前壽屋（日语：カリーノ）菊陽店，前Carino菊陽（日语：サンリー菊陽）、前AEON菊陽店）
- 東京威力科創熊本工場
- 富士菲林（都築紡績熊本工場遺址）
- 產交巴士光之森營業所（日语：九州産交バス光の森営業所）
- 菊陽町立菊陽西小學（日语：菊陽町立菊陽西小学校）
- 國道57號（日语：国道57号）
- CANDEO HOTELS菊陽熊本機場

## 熊本機場Access線計劃
有計劃從此站連接往熊本機場，興建全長10公里的機場聯絡軌道系統。把現時的1面2線月台，改裝為2面3線的月台，使熊本方向和大分方向的乘客可以在此站跨月台轉乘。

## 巴士路線
三里木巴士站
- 產交巴士（日语：九州産交バス）
  - E3-4,5 櫻町BT（日语：熊本桜町バスターミナル）（經二里木、熊本大學、子飼橋）
  - E3-5 大津產交、吹田團地
  - E3-4 光之森產交

- 菊陽町巡回巴士「卡洛比號」（日语：町内巡回バス (菊陽町)）
  - 南部循環線（星期日、二、四服務，委托產交巴士行走）

在2012年3月31日前，站前設有前往熊本縣駕駛執照中心的產交巴士路線。現時改在光之森站出發。

## 相鄰車站
九州旅客鐵道（JR九州）
■豐肥本線
光之森－三里木－原水

## 注腳
1. 1 2 3 4 5 6 7  . 週刊朝日百科. 38号 大分駅・由布院駅・田主丸駅ほか. 朝日新聞出版. 2013-05-12: 23 （日语）.
2. 1 2 3  . JR九州鐵道營業.   [2016-04-20]. （原始内容存档于2016年4月12日） （日语）.
3. 1 2 3 4 5  曾根悟（監修）. 朝日新聞出版分冊百科編集部（編集） , 编. . 週刊朝日百科. 27号・豊肥本線／久大本線. 朝日新聞出版. 2010-01-24: 14–15 （日语）.
4. ↑  九州鉄道百年祭実行委員会・百年史編纂部会 (编).  初版. 九州旅客鉄道. 1988: 181 （日语）.
5. ↑  『交通年鑑 昭和63年版』 交通協力會，1988年3月。
6. ↑  今村都南雄 『民営化の效果と現実NTTとJR』 中央法規出版，1997年8月。ISBN 978-4805840863
7. ↑  . 交通新聞 (交通新聞社). 2012-12-04: 1 （日语）.
8. ↑  駅別乗車人員（2019年度） （页面存档备份，存于）（日語）
9. 1 2  . 熊本日日新聞. 2020-06-16  [2020-09-14]. （原始内容存档于2020-06-16） （日语）.

## 外部連結
- 三里木（車站資訊） - 九州旅客鐵道（日語）